# Alonso de Villegas

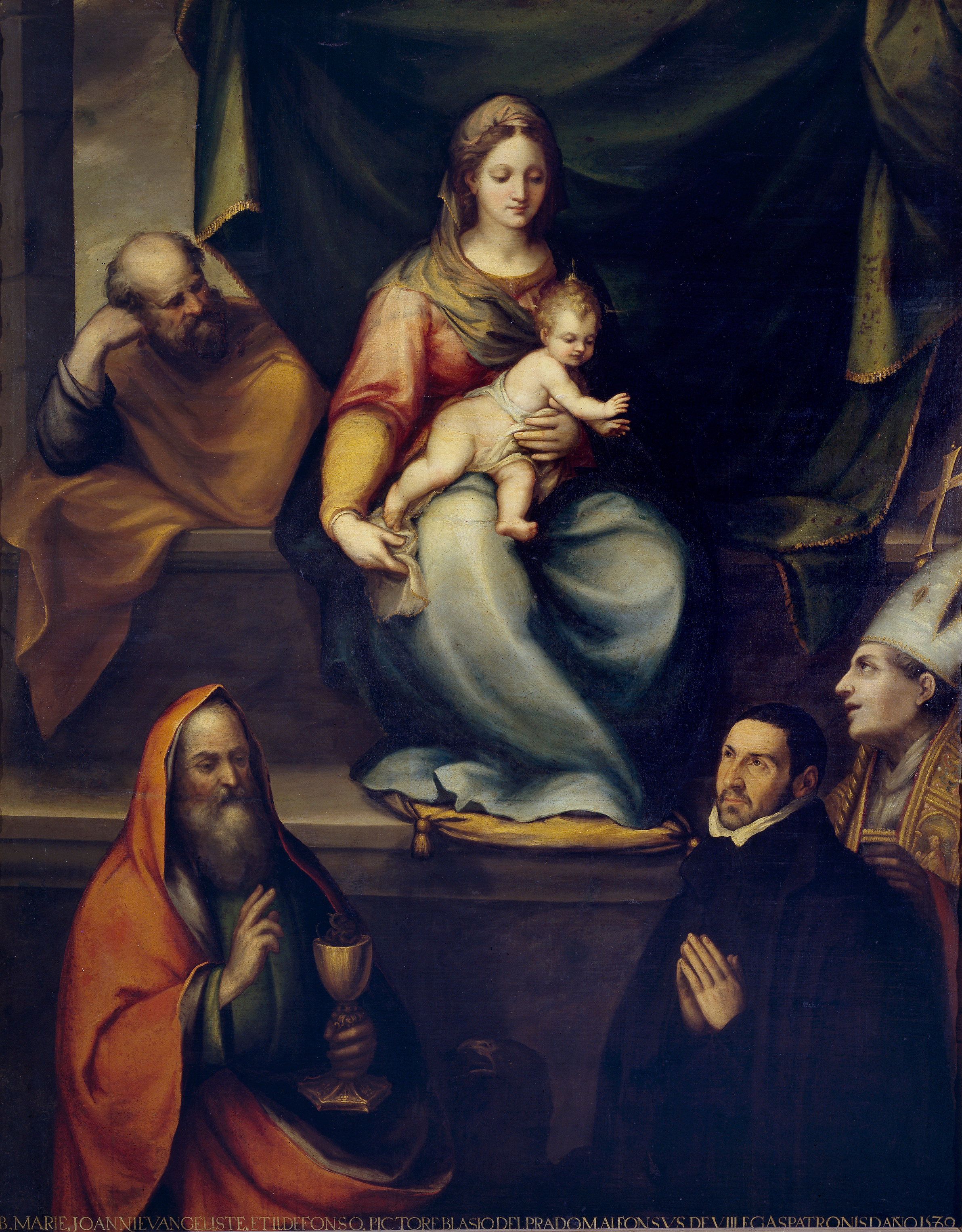
Blas de Prado: La Sagrada Familia con San Ildefonso, San Juan Evangelista y el maestro Alonso de Villegas, Museo Nacional del Prado, óleo sobre lienzo, 209 x 165 cm. Única obra firmada por el pintor, fechada en 1589.

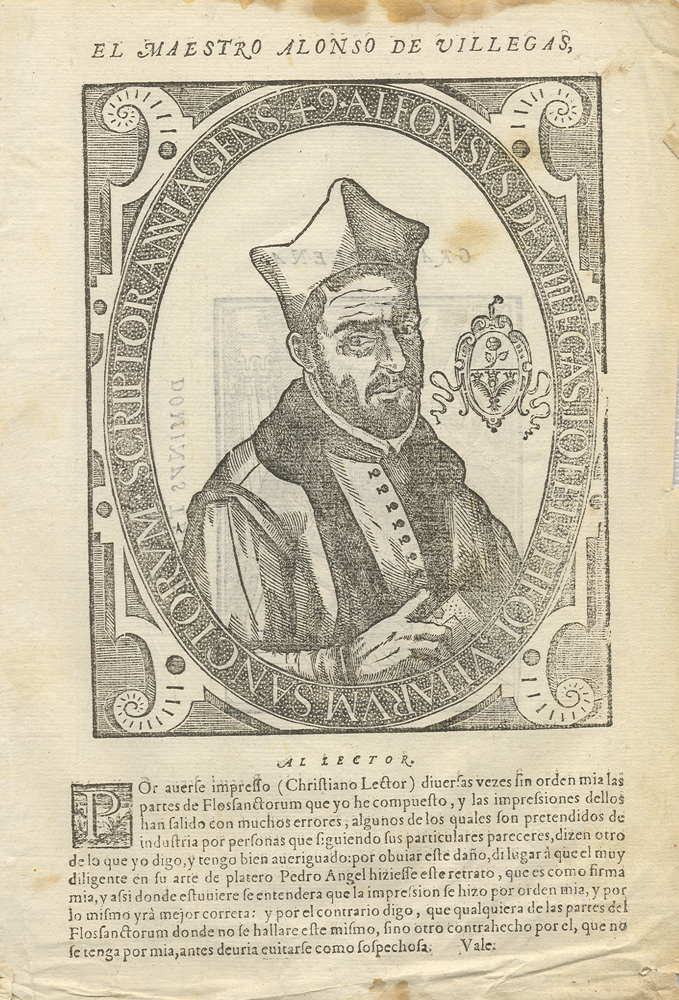
Pedro Ángel: Retrato de Alonso de Villegas a la edad de 49 años. Flos sanctorum, Toledo, 1588. Universidad de Salamanca, Biblioteca General Histórica. El retrato lleva al pie una nota Al lector del propio Villegas en la que explicaba que: «por obviar este daño [de las muchas copias piratas], di lugar a que el muy diligente en su arte de platero Pedro Ángel hiciesse este retrato, que es como firma mía, y assí donde estuviere se entenderá que la impresión se hizo por orden mía».

Alonso de Villegas Selvago, también conocido por su personaje semiacrónimo Selvago, que puede ser también su segundo apellido, de origen genovés (Toledo, 1533 - ib., 23 de enero de 1603) fue un eclesiástico y escritor español.

## Biografía
Estudiante y posteriormente profesor de teología en la universidad de Toledo, fue capellán mozárabe en su Catedral y beneficiado en la iglesia de San Sebastián y en la de San Marcos de la misma ciudad, en la que residió casi toda su vida.
Sus únicas obras conocidas fueron la Comedia llamada Selvagia: en que se introduzen los amores de un cavallero llamado Selvago con una ilustre dama dicha Ysabela, efetuados por Dolosina, alcahueta famosa (Toledo: Joan Ferrer, 1554), una Vida de San Isidro Labrador (Madrid, 1592), una Vida de San Tirso (Toledo, 1592) y un Flos sanctorum en seis volúmenes; se ha perdido una colección de cuentos varios manuscritos que alcanzó a leer Tomás Tamayo de Vargas.
La Comedia selvagia fue compuesta durante sus tiempos de estudiante, con veinte años, aunque ya era clérigo sacristán, con órdenes menores, de la capilla mozárabe, y fue publicada en 1554. La crítica la considera, junto con La Dorotea de Lope de Vega, la mejor imitación de La Celestina. Como su modelo, lleva unos versos acrósticos iniciales, donde se declara el autor y su edad:
Alonso de Villegas Selvago compvso la Comedia Selvagya en servycyo de su sennora Ysabel de uarryonvevo siendo de edad de veynte annos en Toledo sv patria.
Narra los amores de un caballero llamado Selvagio con una ilustre dama llamada Isabela, amores en los que media la alcahueta Dolosina, nieta de la Claudina amiga y compañera de Celestina e hija de Parmenia. Según Marcelino Menéndez Pelayo, el autor de la Selvagia «manifiesta las excelentes dotes que habían de darle muy señalado lugar entre los prosistas del mejor tiempo de nuestra lengua... imaginó una fábula propia del teatro, le dio ingenioso principio e inopinado desenlace, la exornó con agradables peripecias y en desarrollar su plan se mostró... hábil» En el mismo estudio tras referirse a los severos juicios de Bartolomé José Gallardo y de George Ticknor sobre el estilo de la obra, opina de la prosa de ella «que si es enfática y amanerada en los trozos de aparato, como razonamientos y cartas, es viva, natural y sabrosa en la mayor parte del diálogo, sobre todo en boca de los personajes secundarios» Adolfo Bonilla y San Martín considera la Selvagia «obra de ingenioso artificio y de lenguaje y estilo muy apreciables». Por otra parte María Rosa Lida, en su libro La originalidad artística de la Celestina, Buenos Aires, Eudeba, 1962, p. 574) cuenta a la Selvagia entre las más felices imitaciones de la obra de Rojas.
Esos amores juveniles con Isabel de Barrionuevo, de que es quizá reflejo la obra, no fueron a más y Villegas se refugió en la vida religiosa y devota, ordenándose sacerdote. Por eso su segunda obra fue un popular Flos sanctorum, seis volúmenes impresos entre 1578 y 1589 con las vidas de Jesucristo, María santísima, los doce Apóstoles, todos los santos a que reza la Iglesia católica, los patriarcas y profetas del Antiguo Testamento, los llamados Santos extravagantes (los que no figuran en el Breviario romano todavía) y muchos otros varones eminentes en virtud. En 1602, un año antes de su muerte, aprobó amistosamente otra biografía devota, la Vida, excelencias y muerte del gloriosísimo patriarca San José (1604), de su coterráneo José de Valdivielso, que alcanzaría un éxito formidable.
En el Museo del Prado puede contemplarse un retrato de Alonso de Villegas en un cuadro del toledano Blas de Prado; se encuentra entre dos santos de su particular devoción, San Juan Evangelista y el toledano San Ildefonso, frente y debajo de la Sagrada Familia, como comitente.

## Obras
- Comedia llamada Selvagia: en que se introduzen los amores de un cavallero llamado Selvago con una ilustre dama dicha Ysabela, efetuados por Dolosina, alcahueta famosa (Toledo: Joan Ferrer, 1554).
- Vida de San Isidro Labrador (Madrid, 1592)
- Vida de San Tirso (Toledo, 1592).
- Flos sanctorum. Primera parte. Toledo: Diego de Ayala, 1578.
- Flos sanctorum nuevo y historia general de la vida y hechos de Jesu Christo y de todos los santos de que reza y haze fiesta la Iglesia Catholica, Zaragoza: Domingo de Protonariis, 1580. Reimpreso en Toledo en 1582 añade al título "conforme al breviario romano" y "quitadas algunas cosas apochrifas y inciertas". Otras partes y muchísimas reimpresiones hacen inútil incluir más información aquí.